# カーヴェ
カーヴェ（伊: Cave）は、イタリア共和国ラツィオ州ローマ県にある、人口約11,000人の基礎自治体（コムーネ）。

## 地理

### 位置・広がり
ローマ県東部のコムーネ。ローマの東南東 約37kmに位置する。

#### 隣接コムーネ
隣接するコムーネは以下の通り。
- カステル・サン・ピエトロ・ロマーノ
- ジェナッツァーノ
- パレストリーナ
- ロッカ・ディ・カーヴェ
- ヴァルモントーネ

### 気候分類・地震分類
カーヴェにおけるイタリアの気候分類 (it) および度日は、zona D, 1926 GGである。
また、イタリアの地震リスク階級 (it) では、zona 2B (sismicità media) に分類される。

## 歴史
998年に最初の記述があり、その後コロンナ家の領土となった。1482年にシクストゥス4世に包囲され、降伏を余儀なくされた。コムーネは1557年9月12日に署名された、カーヴェ条約で有名である。

## 行政

### 山岳部共同体
広域行政組織である山岳部共同体 Comunità montana Castelli Romani e Prenestini  (it) に属する。

## 姉妹都市
- ル・カトー＝カンブレジ、フランス